# Балдонь
Балдонь (пол. Bałdoń) — село в Польщі, у гміні Ґодзеші-Великі Каліського повіту Великопольського воєводства.
Населення — 222 особи (2011).
У 1975-1998 роках село належало до Каліського воєводства.

## Демографія
Демографічна структура станом на 31 березня 2011 року:
|          | Загалом | Допрацездатний вік | Працездатний вік | Постпрацездатний вік |
| -------- | ------- | ------------------ | ---------------- | -------------------- |
| Чоловіки | 117     | 31                 | 72               | 14                   |
| Жінки    | 105     | 20                 | 53               | 32                   |
| Разом    | 222     | 51                 | 125              | 46                   |